# Piotr Lutynski
Piotr Lutynski es un pintor, escultor y músico polaco. Nació en 1962 en Tychy, Polonia, y se graduó de la Universidad de Silesia en 1990.
Como artista plástico tiende a implicar animales en su trabajo. Sobrepone a estas criaturas con elementos inesperados tales como música o comida así como figuras geométricas. Como violinista, dirige un proyecto, Proyect KR 736EJ, con el que viaja por Europa con su grupo en un autobús antiguo decorado con símbolos y un interior lleno de sus esculturas. Los conciertos tienen lugar en el techo del autobús. Ha actuado con su grupo en diversas ciudades de Polonia, Austria y Alemania.
A través de su trabajo, Piotr paga homenaje al Dadaísmo y particularmente a Kurt Schwitters. Ha participado en numerosas exposiciones colectivas y en exposiciones individuales en las principales salas de Cracovia, incluyendo las galerías de Bunkier Sztuki, de Starmach y de Zderzak, y en la galería Foksal de Varsovia. Fuera de Polonia ha expuesto en Berlín y Nueva York. Vive y trabaja en Cracovia.
- Datos: Q9060027